# 高見山 (広島県)
高見山（たかみやま）は、広島県尾道市（旧御調郡向島町）にある標高283mの山。

## 概要
旧向島町の最高峰で、2万5千図は「尾道」、二等三角点の山である。芸予諸島の向島南部にあり瀬戸内海随一の国立公園。山頂からは360度の展望が開けており、四国山脈を望み、眼下には瀬戸内海に浮かぶ島々を一望することができる。かつては村上水軍の物見の山であった。

## 放送送信設備
当山にはテレビ・FMラジオの送信所が設置されている。このうちアナログ放送は備後地区基幹局になっており、備後地区を広くカバーしていた。FM放送は岡山県南西部までカバーしており、特にFM岡山開局前は岡山県でも広島FM尾道局が広く聴取されていた。
送信塔は西側から、NHK総合・NHK-FM共用、NHK教育単独、広島テレビ・広島ホーム・テレビ新広島共用、中国放送・広島FM・FMおのみち共用の4つに分かれている（テレビ放送はアナログ）。中国放送の送信塔は2012年6月ごろほぼ撤去され、残された部分に放送用途以外の電波送信器が取り付けられている。
デジタルテレビ放送の備後地区基幹局は福山市の彦山になる。そのために高見山のデジタル放送の出力はアナログ放送の20分の1（本来は10分の1）と低い。デジタル放送の送信アンテナは6波ともNHK総合・NHK-FM共用塔の中間部北側に設置され、愛媛県に電波が飛ばないように指向性が持たされている。
結果、高見山の南東側の麓に位置する向島干汐地区は難視聴エリアとなる、但しアンテナを彦山に向ければ全局良好に受信できる。隣接する向島と沼隈半島にある高見山と彦山は直線距離でも15km程度しか離れておらず中間に障害物もないため相互で高利得に受信可能である。両山の中間部にある向島・旧尾道市街・松永・沼隈町エリアではどちらの送信施設にアンテナを向けても高利得を得られる贅沢な状況にある。

### 地上デジタルテレビジョン放送送信設備
| ID                                                     | 放送局名              | 物理 チャンネル | 空中線 電力 | ERP  | 放送対象地域 | 放送区域 内世帯数 |
| ------------------------------------------------------ | --------------------- | --------------- | ----------- | ---- | ------------ | ----------------- |
| 1                                                      | NHK 広島総合          | 42              | 50W         | 290W | 広島県       | 約61,000世帯      |
| 2                                                      | NHK 広島Eテレ         | 44              | 50W         | 290W | 全国放送     | 約61,000世帯      |
| 3                                                      | RCC 中国放送          | 16              | 50W         | 350W | 広島県       | 約61,000世帯      |
| 4                                                      | HTV 広島テレビ放送    | 17              | 50W         | 350W | 広島県       | 約61,000世帯      |
| 5                                                      | HOME 広島ホームテレビ | 29              | 50W         | 340W | 広島県       | 約61,000世帯      |
| 8                                                      | TSS テレビ新広島      | 28              | 50W         | 340W | 広島県       | 約61,000世帯      |
| ※全局2007年7月12日放送開始 ※全局とも尾道中継局である。 |                       |                 |             |      |              |                   |

- JNN系列局のRCCのリモコンキーIDが大半のJNN系列局（一部のANN系列局も）で使われる「6」でも自社のアナログ親局チャンネルである「4」でもなく「3」なのは、当初は北海道放送（HBC）等と同じ「1」を選択したが、アナログ親局が1chでない場合はNHK総合が「1」のため民放最小番号となる「3」を選択した。これによりRCCだけが唯一全国標準のリモコンキーIDにしなかった。
- 隣接県で「6」を使うJNN系列の山陰放送（BSS）・RSK山陽放送（RSK）・あいテレビ（ITV）は広島県で受信する場合もそのまま「6」となる。
- 山形県・山梨県・福井県・高知県・大分県と同様にリモコンキーIDの配列が開局順となったほか、「8」を使うFNN系列のtssだけが“飛び地”となって仲間外れ状態になった（これは宮城・長崎・熊本・鹿児島の各県と同じ傾向）。

### 地上アナログテレビジョン放送送信設備
| チャンネル                                                                                       | 放送局名              | コールサイン | 空中線 電力       | ERP                   | 放送対象地域 | 放送区域 内世帯数 | 開局日         | 閉局日         |
| ------------------------------------------------------------------------------------------------ | --------------------- | ------------ | ----------------- | --------------------- | ------------ | ----------------- | -------------- | -------------- |
| 1                                                                                                | NHK 広島総合          | （JODP-TV）  | 映像1kW/ 音声250W | 映像13kW/ 音声3.2kW   | 広島県       | 約110,000世帯     | 1960年 3月1日  | 2011年 7月24日 |
| 7                                                                                                | NHK 広島Eテレ         | （JODD-TV）  | 映像1kW/ 音声250W | 映像13kW/ 音声3.2kW   | 全国放送     | 約110,000世帯     | 1962年 12月1日 | 2011年 7月24日 |
| 10                                                                                               | RCC 中国放送          | JOEE-TV      | 映像1kW/ 音声250W | 映像11kW/ 音声2.8kW   | 広島県       | -                 | 1962年 4月1日  | 2011年 7月24日 |
| 12                                                                                               | HTV 広島テレビ放送    | JONY-TV      | 映像1kW/ 音声250W | 映像5kW/ 音声1.25kW   | 広島県       | 約90,000世帯      | 1962年 9月1日  | 2011年 7月24日 |
| 24                                                                                               | HOME 広島ホームテレビ | -            | 映像1kW/ 音声250W | 映像7.4kW/ 音声1.85kW | 広島県       | -                 | 1970年 12月1日 | 2011年 7月24日 |
| 26                                                                                               | TSS テレビ新広島      | -            | 映像1kW/ 音声250W | 映像7.6kW/ 音声1.9kW  | 広島県       | 約45,000世帯      | 1975年 10月1日 | 2011年 7月24日 |
| ※NHKは福山中継局、民放各局は尾道中継局である。 ※コールサインの（）はアナログ放送停波までに廃止。 |                       |              |                   |                       |              |                   |                |                |

### FMラジオ放送送信設備
| 周波数 （MHz） | 放送局名             | コールサイン | 空中線 電力 | ERP   | 放送対象地域 | 放送区域 内世帯数 | 開局日         |
| --- | -------------------- | ------------ | ----------- | ----- | ------------ | ----------------- | -------------- |
| 77.1 | HFM 広島エフエム放送 | -            | 500W        | 2.5kW | 広島県       | -                 | 1982年 12月5日 |
| 79.4 | 尾道エフエム放送     | JOZZ8AF-FM   | 20W         | 89W   | 尾道市       | -                 | 1999年 6月1日  |
| 84.8 | NHK 広島FM           | -            | 250W        | 2.8kW | 広島県       | 約103,000世帯     | 1965年 2月7日  |
| ※NHKは福山中継局、広島エフエム放送は尾道中継局である。また尾道エフエム放送が高見山から電波を送出するのは2002年6月1日からであり、それまでは同市東土堂町の千光寺山山頂から送出していた。 |                      |              |             |       |              |                   |                |

### マルチメディア放送
| 周波数 （MHz） | 放送局名         | 空中線電力 | ERP    | 放送区域                     | 放送区域内世帯数 | 開局日       | 閉局日        |
| -------------- | ---------------- | ---------- | ------ | ---------------------------- | ---------------- | ------------ | ------------- |
| 214.714286     | NOTTV モバキャス | 2.5kW      | 16.5kW | 広島県・愛媛県・香川県の一部 | 333,580世帯      | 2012年7月1日 | 2016年6月30日 |

- 2012年4月17日に予備免許交付[1]、6月29日に本免許交付、7月1日から本放送開始。
- VHF11chの周波数帯で送信されている為、旧広島テレビ放送アナログ送信所（VHF12ch）跡を改修して使用（ジャパン・モバイルキャスティング）している。

2015年11月、NOTTVは2016年6月30日にサービス終了予定と発表し、実際に同日をもってサービスを終了した。

### 備考
- NHKのアナログ中継局は尾道市内にあるにもかかわらず福山中継局になっていた。これは当初NHKの放送局が尾道市内に置かれ、NHK尾道放送局として開局したためであり、その時は尾道局と名乗っていた。しかし1967年3月15日に放送局が福山市に移転してNHK福山放送局と改称されると、同時に当送信所も福山局と改称している。
- なお、福山市中心部からは沼隈半島が陰になり受信障害が出たため、のちに蔵王山に福山中継局（NHK福山放送局に改称後は福山蔵王中継局）を開設している。
- NHKのコールサインは1988年のNHK福山支局降格後もしばらくはあったが、2003年11月1日に廃止された。
- 2011年7月24日24時前のアナログ波停波直前には、RCCで最後のコールサイン「JOEE-TV」の読み上げを行った。